# Fons Brijdenbach
Fons Brijdenbach (12. října 1954 – 8. května 2009) byl belgický atlet, halový mistr Evropy v běhu na 400 metrů z roku 1974 a 1977.

## Sportovní kariéra
V roce 1973 se stal juniorským mistrem Evropy v běhu na 400 metrů. O rok později se stal na této trati halovým mistrem Evropy a vytvořil halový světový rekord časem 45,9. Podruhé se halovým mistrem Evropy v běhu na 400 metrů stal v roce 1977.
Na olympiádě v Montrealu v roce 1976 obsadil ve finále běhu na 400 metrů čtvrté místo, na olympiádě v Moskvě v roce 1980 doběhl pátý.